# Deksmedetomidyna
Deksmedetomidyna – organiczny związek chemiczny zawierający pierścień imidazolu i 1,2-ksylenu. Stosowany jako lek w celu uzyskania uspokojenia i uśmierzenia dolegliwości pacjenta związanych z inwazyjnymi procedurami medycznymi. Lek stosowany jest również w celu zmniejszenia pobudzenia u chorych z objawami psychotycznymi.

## Działanie
Podawanie dożylne wywołuje stan sedacji, obserwuje się również działanie przeciwlękowe, przeciwbólowe i sympatykolityczne.

### Mechanizm
Polega na selektywnym i agonistycznym oddziaływaniu z receptorami adrenergicznymi alfa-2. Za działanie sedatywne odpowiedzialna jest stymulacja receptorów zlokalizowanych w miejscu sinawym górnej części pnia mózgu. Na działanie analgetyczne składa się komponenta centralna – stymulacja receptorów w pniu mózgu i rogach tylnych rdzenia kręgowego, oraz obwodowa – stymulacja receptorów w zwojach nerwowych korzeni tylnych nerwów rdzeniowych.

### Reakcje poszczególnych układów
- Ośrodkowy układ nerwowy – zmniejsza mózgowy przepływ krwi, nie wpływa na ciśnienie śródczaszkowe, zmniejsza drżenie mięśni, działa protekcyjne na ośrodkowy układ nerwowy.
- Autonomiczny układ nerwowy – działa sympatykolityczne, hamuje wyrzut katecholamin i zmniejsza ich stężenie we krwi. Pojawia się łagodna bradykardia, obniżenie ciśnienia tętniczego krwi, zmniejszenie aktywności przewodu pokarmowego, zmniejszenie wydzielania śliny, soków żołądkowego i trzustkowego. Zwiększa się napięcie nerwu błędnego.
- Układ oddechowy – może wystąpić łagodna depresja ośrodka oddechowego, spadek wentylacji minutowej i objętości oddechowej, zmniejszenie nadreaktywności oskrzeli.
- Układ krążenia – łagodna bradykardia, początkowo wzrost następnie obniżenie ciśnienia tętniczego krwi, działanie kardioprotekcyjne – ochronne przed niedokrwieniem mięśnia sercowego.

## Wskazania
- Leczenia metodami inwazyjnymi, w celu osiągnięcia uspokojenia, bezbolesności, ochrony psychiki i zmniejszenia reakcji stresowej w czasie leczenia wentylacją mechaniczną związaną z intubacją na oddziałach intensywnej terapii medycznej.
- Sedacja do diagnostycznych procedur nieinwazyjnych lub mało inwazyjnych u dzieci.
- Sedacja uzupełniająca znieczulenia przewodowego u dzieci.
- Zespół abstynencyjny związany z odstawieniem leków lub substancji uzależniających u osób uzależnionych, zapobieganie zespołowi abstynencyjnemu przy odstawianiu substancji uzależniających.
- Zespół majaczeniowy związany np. z dużym zabiegiem operacyjnym, urazem, wymagający opanowania objawów sympatykomimetycznych lub psychomimetycznych.

## Sposób podawania
Preparat do infuzji przygotowuje się, rozpuszczając 200 μg deksmedetomidyny w 50 ml soli fizjologicznej. Deksmedetomidyna może być podawana tylko dożylnie w postaci ciągłego wlewu dożylnego w dawce od 0,2 do 1,4 μg/kg/h. Bezwzględnie przeciwwskazane jest podawanie w pojedynczym wstrzyknięciu. Polecana początkowa dawka to wlew 1 μg/kg/h przez 10 minut, następnie 0,2–0,7 μg/kg/h i dostosowanie odpowiedniego poziomu sedacji do potrzeb pacjenta.
| 1  | 0,08 | 0,06 | 0,05 | 0,05 | 0,04 | 0,04 |
| 2  | 0,16 | 0,13 | 0,11 | 0,10 | 0,09 | 0,08 |
| 3  | 0,24 | 0,20 | 0,17 | 0,15 | 0,13 | 0,12 |
| 4  | 0,32 | 0,26 | 0,23 | 0,20 | 0,18 | 0,16 |
| 5  | 0,40 | 0,33 | 0,28 | 0,25 | 0,22 | 0,20 |
| 6  | 0,48 | 0,40 | 0,34 | 0,30 | 0,26 | 0,24 |
| 7  | 0,56 | 0,46 | 0,40 | 0,35 | 0,31 | 0,28 |
| 8  | 0,64 | 0,53 | 0,45 | 0,40 | 0,35 | 0,32 |
| 9  | 0,72 | 0,60 | 0,51 | 0,45 | 0,40 | 0,36 |
| 10 | 0,80 | 0,66 | 0,57 | 0,50 | 0,44 | 0,40 |

## Przeciwwskazania
- nadwrażliwość na substancję.
- blok układu przewodzącego serca
- niekontrolowane niedociśnienie tętnicze, wstrząs
- ostre choroby mózgowonaczyniowe.

## Wskazówki praktyczne
Unikalne działanie pozwala uzyskać stan uspokojenia bez wywoływania nadmiernej senności (cooperative sedation), trudny do osiągnięcia innymi środkami. Podawanie leku szczególnie przydatne jest w sytuacjach kiedy istnieje konieczność zachowania świadomości podczas sedacji. Wywoływanie uspokojenia połączonego z działaniem przeciwbólowym bez depresji oddechowej wykorzystywane jest w czasie odzwyczajania od leczenia wentylacyjnego, po długotrwałym stosowaniu innych leków sedatywnych, oraz u osób w wieku podeszłym, czy z ciężkimi schorzeniami dodatkowymi. Wlew deksmedetomidyny ma również zastosowanie przy krótkotrwałej sedacji, na przykład po zabiegu operacyjnym w oddziale wybudzeniowym. Działanie uspokajające i zmniejszające drżenie mięśniowe dobrze sprawdza się u pacjentów z objawami zespołu abstynencyjnego, oraz w zespołach majaczeniowych po dużych i długotrwałych zabiegach operacyjnych np. z krążeniem pozaustrojowym w kardiochirurgii, pozwalając zmniejszyć pobudzenie psychomotoryczne i działając kardioprotekcyjnie. Zmniejszanie drżenia mięśniowego wykorzystywane jest w opanowaniu dreszczy przy wychłodzeniu ciała, jak również przy hipotermii leczniczej. Lek – ze względu na odmienny mechanizm działania – może być również podawany w chorobie terminalnej jako wspomagający inne leki przeciwbólowe i sedatywne.

## Preparaty
Preparaty dostępne w Polsce: Dexdor i Dexmedetomidine.